# Who Is Fancy
Jake Hagood (nascido em 29 de março de 1991) é um cantor norte-americano, mais conhecido por seu nome artístico Fancy Hagood (anteriormente Who Is Fancy). Ele assinou com Scooter Braun e Scott Borchetta no selo Big Machine Label Group e com Dr. Luke na Prescription Songs. Seu single "Goodbye" foi lançado no início de 2015, atingindo uma posição de número 29 da tabela musical Billboard Mainstream Top 40. Fancy foi apresentado no iHeartMedia Music Summit, no entanto, sua identidade foi mantida em segredo.

## Início da vida
Jake Hagood nasceu em 29 de março de 1991, em Bentonville, Arkansas. Ele cresceu em um lar cristão e aos onze anos aprendeu sozinho a tocar piano. Ele cresceu ouvindo música cristã e country. Após terminar o colegial em Arkansas, Hagood se mudou para Nashville, Tennessee para ser aluno da Trevecca Nazarene University. O nome, "Fancy", surgiu como um apelido dado a Hagood por colegas de trabalho durante este tempo. Enquanto frequentava a universidade ele escreveu e cantou músicas originais em torno da área de Nashville. Ele deixou a universidade depois de ser descoberto por produtores como Scooter Braun, Scott Borchetta, e Dr. Luke. Hagood é abertamente gay.

## Carreira
A partir de janeiro de 2015, Hagood, sua equipe de gestão, e sua gravadora construiram uma campanha viral em torno do cantor e seu primeiro single "Goodbye". O single foi lançado sem revelar a pessoa por trás do pseudônimo de "Fancy". Uma série de vídeos com letras foram vistos mais de 4 milhões de vezes no YouTube, e com o suporte de algumas estações de rádio com a New York’s Z100, o single alcançou uma posição de número 29 da tabela musical Billboard Mainstream Top 40, número 48 na Billboard Digital Songs e 98 na Billboard Hot 100. Três vídeos musicais para o single foram lançados, com três atores diferentes dublando a música. Cada vídeo tratou de temas como identidade de gênero e positividade com o corpo. Durante uma entrevista com o USA Today, Hagood disse que uma motivação por trás da campanha foi para que as pessoas "conhecessem [sua] arte antes que o conhecessem". O cantor finalmente revelou sua identidade em 7 de abril de 2015 com uma aparição no programa The Tonight Show Starring Jimmy Fallon.[carece de fontes?] Para promover seu single "Boys like You", Fancy apresentou-se com Meghan Trainor e Ariana Grande, que participam da canção, no Dancing with the Stars em 23 de novembro de 2015.

## Discografia

### Singles
| Título                                                                 | Ano  | Melhores posições | Melhores posições | Álbum |
| Título                                                                 | Ano  | US                | NLD               | Álbum |
| ---------------------------------------------------------------------- | ---- | ----------------- | ----------------- | ----- |
| "Goodbye"                                                              | 2015 | 98                | —                 | ASA   |
| "Boys like You" (com a participação de Meghan Trainor e Ariana Grande) | 2015 | —1                | 89                | ASA   |